# Campomanesia lundiana
Campomanesia lundiana fue una especie de planta perteneciente a la familia Myrtaceae. Era endémica de Brasil.  Se encontraba como un endemismo en el estado brasileño de Río de Janeiro. El epíteto específico honra al botánico danés Samsøe Lund,por el tipo de material recolectado en 1825. Campomanesia lundiana fue descrita en 1892 por el botánico danés Hjalmar Kiærskou como Britoa lundiana y en  1967 Joáo Rodrigues de Mattos la coloca en el género Campomanesia.

## Taxonomía
Campomanesia lundiana fue descrita por (Kiaersk.) Mattos y publicado en Loefgrenia; communicaçoes avulsas de botânica 26: 35. 1967.
Sinonimia
- Britoa lundiana Kiaersk.[3]